# Stammeria inequale
Stammeria inequale är en rundmaskart. Stammeria inequale ingår i släktet Stammeria och familjen Bunonematidae. Inga underarter finns listade i Catalogue of Life.